# 虚川駅
虚川駅（ホチョンえき、朝鮮語: 허천역）は、朝鮮民主主義人民共和国咸鏡南道虚川郡虚川邑にある駅で、虚川線と満徳線に属する。 

## 隣の駅
虚川線
楸洞駅 - 虚川駅 - 守義駅
満徳線
虚川駅 - 釜洞駅